# Viviennea whitei
Viviennea whitei är en fjärilsart som beskrevs av Rothschild 1935. Viviennea whitei ingår i släktet Viviennea och familjen björnspinnare. Inga underarter finns listade i Catalogue of Life.